# Calbiga
Calbiga is een gemeente in de Filipijnse provincie Samar op het gelijknamig eiland Samar. Bij de laatste census in 2007 had de gemeente ruim 20 duizend inwoners.

## Geografie

### Bestuurlijke indeling
Calbiga is onderverdeeld in de volgende 41 barangays:
| - Antol - Bacyaran - Barangay 1 - Barangay 2 - Barangay 3 - Barangay 4 - Barangay 5 - Barangay 6 - Barangay 7 - Barobaybay - Beri - Binanggaran - Borong - Bulao | - Buluan - Caamlongan - Calayaan - Calingonan - Canbagtic - Canticum - Daligan - Guinbanga - Hindang - Hubasan - Literon - Lubang - Macaalan - Mahangcao | - Malabal - Minata - Otoc - Panayuran - Pasigay - Patong - Polangi - Rawis - San Ignacio - San Mauricio - Sinalangtan - Timbangan - Tinago |

## Demografie
Calbiga had bij de census van 2007 een inwoneraantal van 20.309 mensen. Dit zijn 1.419 mensen (7,5%) meer dan bij de vorige census van 2000. De gemiddelde jaarlijkse groei komt daarmee uit op 1,00%, hetgeen lager is dan het landelijk jaarlijks gemiddelde over deze periode (2,04%). Vergeleken met de census van 1995 is het aantal mensen met 2.239 (12,4%) toegenomen.

De bevolkingsdichtheid van Calbiga was ten tijde van de laatste census, met 20.309 inwoners op 283,7 km², 71,6 mensen per km².